# Brion James
Brion Howard James (Redlands, 20 febbraio 1945 – Malibù, 7 agosto 1999) è stato un attore statunitense.

## Biografia
Figlio di Ida Mae e Jimmy James, gestori di un cinema, nel 1962 si iscrisse alla San Diego State University. Durante il servizio militare alla Army Reserve in California, diventò grande amico dell'attore Tim Thomerson, con il quale si trasferì a New York per sfondare nel cinema. Qui svolse molti lavori per mantenersi e frequentare i corsi ad una scuola teatrale. Nell'agosto 1999, dopo quindici anni di intensa attività cinematografica in più di 100 film, James morì a 54 anni, per un attacco di cuore.

## Carriera
L'aspetto rude e il fisico imponente (era alto 1,91 m) lo resero particolarmente adatto per i ruoli da criminale o da braccio destro del "cattivo". Nel 1975 ottenne infatti un ruolo nel film TV The Kansas City Massacre, interpretando John Dillinger. Ottenne poi un ruolo maggiore nel film Vecchia America (1976). James alternò comparse in film e serial televisivi, come L'incredibile Hulk e Storie incredibili, serie ideata a curata da Steven Spielberg. 
Maggiore successo giunse negli anni ottanta con i film I guerrieri della palude silenziosa (1981), 48 ore (1982) e Blade Runner (1982), dove interpretò il Replicante Leon Kowalski, il suo ruolo più celebre. Nel 1989 fu il tirapiedi di un boss mafioso nel film Tango & Cash con Sylvester Stallone e Kurt Russell.
Negli anni novanta apparve nella serie TV Highlander, interpretò lo sceriffo Bowman nella serie Millennium e prestò la sua voce al personaggio Parasite in Le avventure di Superman. Nel 1997 interpretò il generale Munro nel film Il quinto elemento di Luc Besson. Dopo la morte, James apparirà in altre cinque pellicole postume. A lui è dedicato il film Il re è vivo (2000).

## Filmografia

### Cinema
- L'eroe della strada (Hard Times), regia di Walter Hill (1975)
- Balordi e Co. - Società per losche azioni capitale interamente rubato $1.000.000 (Harry and Walter Go to New York), regia di Mark Rydell (1976)
- Il tesoro di Matecumbe (Treasure of Matecumbe), regia di Vincent McEveety (1976)
- Questa terra è la mia terra (Bound for Glory), regia di Hal Ashby (1976)
- Vecchia America (Nickelodeon), regia di Peter Bogdanovich (1976)
- Sindrome del terrore (Blue Sunshine), regia di Jeff Lieberman (1977)
- Corvette Summer, regia di Matthew Robbins (1978)
- Io, modestamente, Mosè (Wholly Moses!), regia di Gary Weis (1980)
- Il cantante di jazz (The Jazz Singer), regia di Richard Fleischer (1980)
- Soggy Bottom, U.S.A., regia di Theodore J. Flicker (1981)
- Il postino suona sempre due volte (The Postman Always Rings Twice), regia di Bob Rafelson (1981)
- I guerrieri della palude silenziosa (Southern Comfort), regia di Walter Hill (1981)
- Blade Runner, regia di Ridley Scott (1982)
- La ballata di Gregorio Cortez (The Ballad of Gregorio Cortez), regia di Robert M. Young (1982)
- 48 ore (48 Hrs), regia di Walter Hill (1982)
- I due criminali più pazzi del mondo (Crimewave), regia di Sam Raimi (1985)
- L'amore e il sangue (Flesh+Blood), regia di Paul Verhoeven (1985)
- Silverado, regia di Lawrence Kasdan (1985)
- Il mio nemico (Enemy Mine), regia di Wolfgang Petersen (1985)
- Pazzi da legare (Armed and Dangerous), regia di Mark L. Lester (1986)
- Alba d'acciaio (Steel Dawn), regia di Lance Hool (1987)
- Bambola meccanica mod. Cherry 2000 (Cherry 2000), regia di Steve De Jarnatt (1987)
- On My Honor, regia di Sean Astin - cortometraggio (1988)
- D.O.A. - Cadavere in arrivo (D.O.A), regia di Annabel Jankel e Rocky Morton (1988)
- Dead Man Walking, regia di Gregory Dark (1988)
- Tipi sbagliati (The Wrong Guys), regia di Danny Bilson (1988)
- Danko (Red Heat), regia di Walter Hill (1988)
- Il giorno della crisalide (Nightmare at Noon), regia di Nico Mastorakis (1988)
- Scorpione rosso (Red Scorpion), regia di Joseph Zito (1989)
- La casa 7 (The Horror Show), regia di James Isaac (1989)
- Notte di terrore (Mutator), regia di John R. Bowey (1989)
- Tango & Cash, regia di Andrej Končalovskij (1989)
- Street Asylum, regia di Gregory Dark (1990)
- I giganti della foresta (Circles in a Forest), regia di Regardt van den Bergh (1990) (come Brian James)
- Mille modi per nascondere un cadavere (Enid Is Sleeping), regia di Maurice Phillips (1990)
- Ancora 48 ore (Another 48 Hrs), regia di Walter Hill (1990)
- Mom, regia di Patrick Rand (1991)
- Ultimate Desires, regia di Lloyd A. Simandl (1992)
- Frogtown II, regia di Donald G. Jackson (1992)
- Un amore di genio (Wishman), regia di Mike Marvin (1992)
- I protagonisti (The Player), regia di Robert Altman (1992)
- Cyborg - la vendetta (Nemesis), regia di Albert Pyun (1992)
- Time Runner - I dominatori della Terra (Time Runner), regia di Michael Mazo (1993)
- Impatto imminente (Striking Distance), regia di Rowdy Herrington (1993)
- Showdown, regia di Robert Radler (1993)
- The Dark, regia di Craig Pryce (1993)
- Non cercate l'assassino (The Soft Kill), regia di Eli Cohen (1994)
- Crociera fuori programma (Cabin Boy), regia di Adam Resnick (1994)
- Future Shock, regia di Eric Parkinson, Matt Reeves e Oley Sassone (1994)
- Scanner Cop, regia di Pierre David (1994)
- F.T.W. - Fuck The World, regia di Michael Karbelnikoff (1994)
- Art Deco Detective, regia di Philippe Mora (1994)
- Savage Land, regia di Dean Hamilton (1994)
- Benvenuti a Radioland (Radioland Murders), regia di Mel Smith (1994)
- Hong Kong '97, regia di Albert Pyun (1994)
- Dominion, regia di Michael G. Kehoe (1995)
- Spitfire, regia di Albert Pyun (1995) (non accreditato)
- Steel Frontier, regia di Joe Hart e Paul G. Volk (1995) (home video)
- Bad Company (The Nature of the Beast), regia di Victor Salva (1995)
- Cyberjack - Sfida finale (Cyberjack), regia di Robert Lee (1995)
- Marco Polo: Haperek Ha'aharon, regia di Rafi Bukai (1996)
- Billy Lone Bear, regia di Sonny Landham (1996)
- Randagi (American Strays), regia di Michael Covert (1996)
- 2049 - L'ultima frontiera (Precious Find), regia di Philippe Mora (1996)
- Evil Obsession, regia di Richard W. Munchkin (1996)
- Bombshell, regia di Paul Wynne (1997)
- Pterodactyl Woman from Beverly Hills, regia di Philippe Mora (1997)
- Il barattolo mortale (The Killing Jar), regia di Evan Crooke (1997)
- The Underground, regia di Cole S. McKay (1997)
- Un figlio al tramonto (The Setting Son), regia di Lisa C. Satriano (1997)
- Forza d'urto 2 (Back in Business), regia di Philippe Mora (1997)
- Snide and Prejudice, regia di Philippe Mora (1997)
- Il quinto elemento (Le cinquième élément), regia di Luc Besson (1997)
- Riscatto mortale (Deadly Ransom), regia di Robert Hyatt (1998)
- Una brutta indagine per l'ispettore Brown (Brown's Requiem), regia di Jason Freeland (1998)
- Heist, regia di Peter Rossi (1998)
- Border to Border, regia di Thomas Whelan (1998)
- La grande onda (In God's Hands), regia di Zalman King (1998)
- Jekyll Island, regia di Ken DuPuis (1998)
- A Place Called Truth, regia di Rafael Eisenman (1998)
- Black Sea 213, regia di Rafael Eisenman (1998)
- Joseph's Gift, regia di Philippe Mora (1998)
- Omicidi sul set (Kai Rabe gegen die Vatikankiller), regia di Thomas Jahn (1998)
- Trappola esplosiva (Diplomatic Siege), regia di Gustavo Graef-Marino (1999)
- Malevolence, regia di Belle Avery (1999)
- Foolish, regia di Dave Meyers (1999)
- Dirt Merchant, regia di B.J. Nelson (1999)
- The Hunter's Moon, regia di Richard Weinman (1999) (home video)
- The Thief & the Stripper, regia di L.P. Brown III e John Sjogren (2000)
- Il re è vivo (The King Is Alive), regia di Kristian Levring (2000)
- The Operator, regia di Jon Dichter (2000)
- Farewell, My Love, regia di Randall Fontana (2001)
- Phoenix Point, regia di Randala (2005)

### Televisione
- Una famiglia americana (The Waltons) - serie TV, episodio 3x14 (1974)
- The Kansas City Massacre - film TV (1975)
- Gunsmoke - serie TV, episodio 20x23 (1975)
- Radici (Roots) - miniserie TV, episodi 4-7 (1977)
- Agenzia Rockford (The Rockford Files) - serie TV, episodio 4x03 (1977)
- Angeli volanti (Flying High) - serie TV, episodio 1x00 (1978)
- L'incredibile Hulk (The Incredible Hulk) – serie TV, episodio 2x08 (1978)
- Kiss Phantoms (KISS Meets the Phantom of the Park) - film TV (1978)
- Mork & Mindy - serie TV, episodio 1x10 (1978)
- Truck Driver (B.J. and the Bear) - serie TV, episodi 1x06-2x07 (1979)
- Padre e figlio, investigatori speciali (Big Shamus, Little Shamus) - serie TV, episodio 1x02 (1979)
- Galactica (Galactica 1980) - serie TV, episodio 1x01 (1980)
- I Jefferson (The Jeffersons) - serie TV, episodio 6x16 (1980)
- Ore 17 - Quando suona la sirena (When the Whistle Blows) - serie TV, episodio 1x10 (1980)
- Trouble in High Timber Country - film TV (1980)
- Killing at Hell's Gate - film TV (1981)
- CHiPs - serie TV, episodi 3x09-3x10-5x07 (1979-1981)
- Benson - serie TV, episodio 3x02 (1981)
- La casa nella prateria (Little House on the Prairie) - serie TV, episodio 8x20 (1982)
- Quincy (Quincy M.E.) - serie TV, episodio 8x06 (1982)
- Hear No Evil - film TV (1982)
- Lone Star - film TV (1983)
- Kenny Rogers as The Gambler: The Adventure Continues - film TV (1983)
- Hazzard (The Dukes of Hazzard) - serie TV, episodi 5x06-7x07 (1982-1984)
- Professione pericolo (The Fall Guy) - serie TV, episodio 5x02 (1985)
- A-Team (The A-Team) - serie TV, episodi 2x07-4x04 (1983-1985)
- Storie incredibili (Amazing Stories) - serie TV, episodio 1x04 (1985)
- Dynasty - serie TV, episodi 6x23-6x24 (1986)
- Annihilator - film TV (1986)
- L'ultimo cavaliere elettrico (Sidekicks) - serie TV, episodio 1x04 (1986)
- Matlock - serie TV, episodio 1x14 (1987)
- I viaggiatori delle tenebre (The Hitchhiker) - serie TV, episodio 4x11 (1987)
- Love Among Thieves - film TV (1987)
- Troppo forte! (Sledge Hammer!) - serie TV, 2 episodi (1986-1988)
- Miami Vice - serie TV, episodio 5x05 (1988)
- Desperado (Desperado: The Outlaw Wars) - film TV (1989)
- Hunter - serie TV, episodi 4x12-7x14 (1988-1991)
- I racconti della cripta (Tales from the Crypt) - serie TV, episodio 3x11 (1991)
- Giù le mani dalla strega (Black Magic) - film TV (1992)
- Overkill: The Aileen Wuornos Story - film TV (1992)
- Rio Diablo - Film TV (1993)
- Precious Victims - Film TV (1993)
- Renegade - serie TV, episodio 1x19 (1993)
- Johnny Bago - serie TV, episodio 1x01 (1993)
- The Companion - film TV (1994)
- Knight Rider 2010 - film TV (1994)
- 2 poliziotti a Palm Beach (Silk Stalkings) - serie TV, episodio 3x13 (1994)
- M.A.N.T.I.S. - serie TV, episodio 1x01 (1994)
- Highlander - serie TV, episodio 3x04 (1994)
- Marshal (The Marshal) - serie TV, episodio 2x09 (1995)
- Identikit al buio (Sketch Artist II: Hands That See) - film TV (1995)
- Sfida nello spazio (Assault on Dome 4) - film TV (1996)
- Walker Texas Ranger (Walker, Texas Ranger) - serie TV, episodi 6x03-6x04 (1997)
- Millennium - serie TV, episodio 2x12 (1998)
- Sentinel (The Sentinel) - serie TV, episodio 3x14 (1998)
- Men in White - film TV (1998)
- I magnifici sette (The Magnificent Seven) - serie TV, episodi 1x01-2x01 (1998-1999)
- La sfida di Artù (Arthur's Quest) - film TV (1999)

### Doppiatore
- Batman - serie TV animata, episodi 1x32-1x41 (1992-1993)
- Blade Runner - videogioco (1997)
- Le avventure di Superman - serie TV, episodi 1x06-1x13-2x10 (1996-1997)
- Spawn - serie TV animata, 6 episodi (1997-1999)

## Doppiatori italiani
Nelle versioni in italiano delle opere in cui ha recitato, Brion James è stato doppiato da:
- Sandro Sardone in D.O.A. - Dead on Arrival, Scanner Cop, F.T.W. - Fuck The World
- Dario Penne in Ancora 48 ore, Forza d'urto 2
- Maurizio Scattorin ne I Jefferson
- Sergio Fiorentini in Blade Runner
- Romano Ghini in 48 ore
- Gianni Giuliano ne I due criminali più pazzi del mondo
- Paolo Buglioni in Storie incredibili
- Renato Mori in Alba d'acciaio
- Pietro Biondi in Danko
- Alessandro Rossi in Tango & Cash
- Sergio Tedesco in Desperado
- Massimo Foschi ne I protagonisti
- Michele Kalamera in Time Runner - I dominatori della Terra
- Sandro Iovino in Impatto imminente
- Dante Biagioni in Bevenuti a Radioland
- Sergio Graziani in Hong Kong '97
- Bruno Alessandro ne Il quinto elemento
- Carlo Sabatini ne Il re è vivo
- Enrico Bertorelli ne I racconti della cripta
- Mino Caprio in I ragazzi della prateria
- Eugenio Marinelli in Millennium

Come doppiatore, è sostituito da:
- Raffaele Fallica in Blade Runner (videogioco)
- Luciano Roffi in Superman (serie animata 1996)